# Проблеми безперервної географічної освіти і картографії
«Проблеми безперервної географічної освіти і картографії» — науковий журнал. Виходить з 2000 р.
Зареєстрований у Міністерстві юстиції України КВ № 8681 від 22.04.2004 р.
Засновник: Харківський національний університет імені В. Н. Каразіна. ISSN 2075—1893 (Print)
Періодичність виходу: двічі на рік.
Мови публікації: українська, російська, англійська.
Видання індексується Google Scholar